# Tiha Bârgăului (gmina)
Tiha Bârgăului – gmina w Rumunii, w okręgu Bistrița-Năsăud. Obejmuje miejscowości Ciosa, Mureșenii Bârgăului, Piatra Fântânele, Tiha Bârgăului i Tureac. W 2011 roku liczyła 5722 mieszkańców.